# Ramsgate (Nouvelle-Galles du Sud)

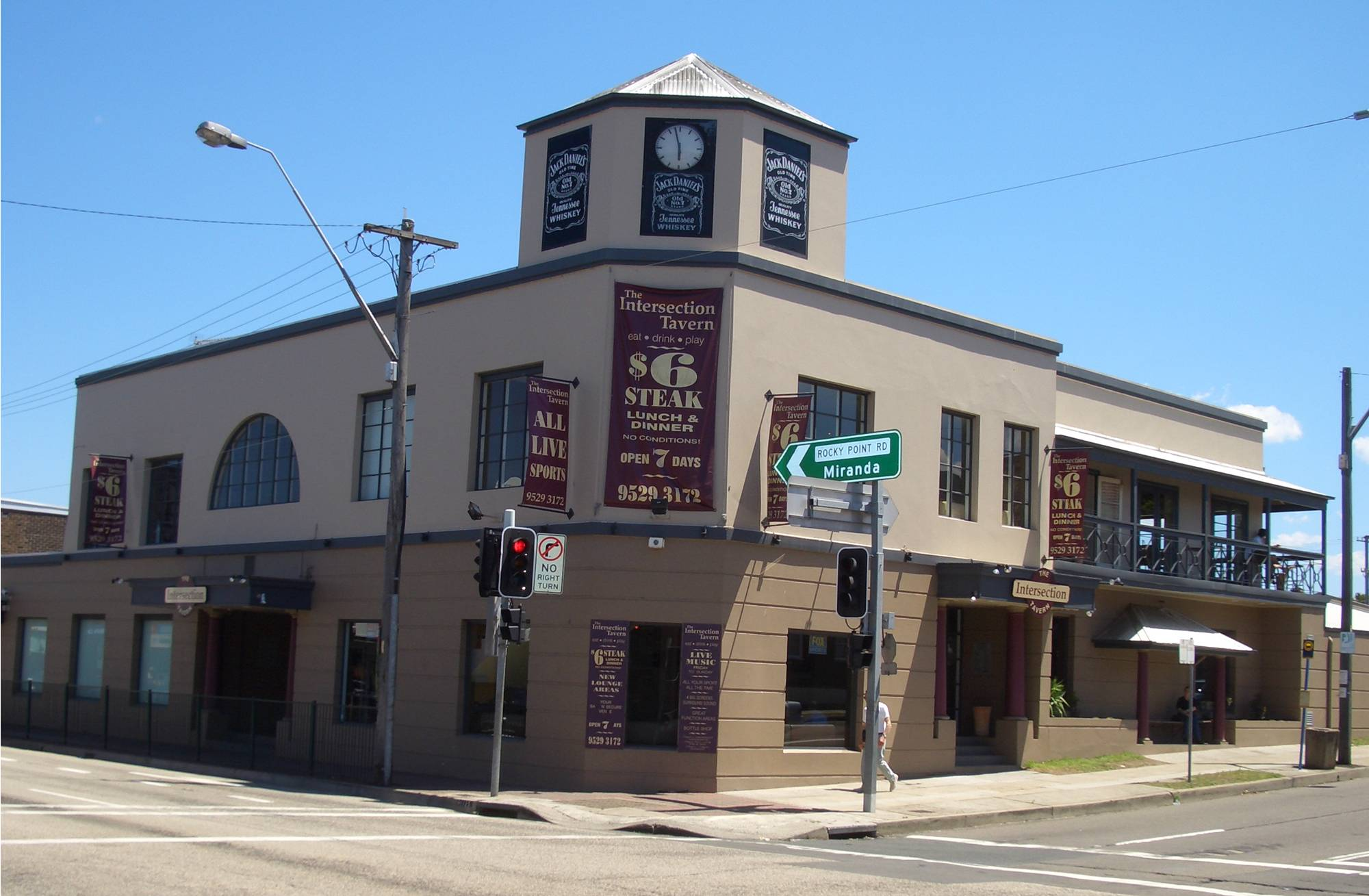
Intersection Tavern, coin de Rocky Point Road et Ramsgate Road.

Ramsgate est une banlieue du sud de Sydney, dans l’État de Nouvelle-Galles du Sud, en Australie, à 16 km au sud du quartier central des affaires de Sydney. Il fait partie de la région de St George. Divisé par Rocky Point Road, une partie de Ramsgate à l’est de Rocky Point Road se trouve dans la zone du gouvernement local du Conseil Bayside, tandis que les propriétés à l’ouest de Rocky Point Road sont dans le Conseil de la rivière Georges. Ramsgate Beach est une banlieue séparée, à l’est.
Ramsgate est entouré par les banlieues de Ramsgate Beach, Monterey, Kogarah, Beverley Park et Sans Souci.

## Sources
- (en) Cet article est partiellement ou en totalité issu de l’article de Wikipédia en anglais intitulé « Ramsgate, New South Wales » (voir la liste des auteurs).